# Madlitz-Wilmersdorf
Madlitz-Wilmersdorf era un comune di 752 abitanti del Brandeburgo, in Germania.

## Storia
Il comune di Madlitz-Wilmersdorf venne creato il 31 dicembre 2001 dalla fusione dei comuni di Alt Madlitz e di Wilmersdorf.
Nel 2003 venne aggregato al comune di Madlitz-Wilmersdorf il soppresso comune di Falkenberg.
Il comune di Madlitz-Wilmersdorf venne soppresso il 1º gennaio 2014 e il suo territorio aggregato al comune di Briesen (Mark).

## Geografia antropica

### Suddivisioni amministrative
Il territorio comunale comprendeva 3 centri abitati (Ortsteil):
- Alt Madlitz
- Falkenberg
- Wilmersdorf[senza fonte]